# 김도하 (언론인)
김도하(개명 전 이름: 김주석, 1979년 2월 11일 ~ )는 대한민국의 출판인이자 언론인(기자)이다.

## 학력
- 한양대학교 언론정보대학원 신문잡지출판 전공 석사

## 경력
- 2009년 ~ : 빌리어즈 편집장
- 2018년 ~ : 제너럴포스트 편집장